# Stato di Palestina ai XVII Giochi paralimpici estivi
La Palestina ha partecipato ai XVII Giochi paralimpici estivi che si sono svolti a Parigi in Francia, dal 28 agosto all'8 settembre 2024, con una delegazione di un atleta uomo, che ha gareggiato in una disciplina.
Nel periodo precedente ai Giochi, sono state sollevate preoccupazioni sulla capacità degli atleti palestinesi di partecipare a causa della distruzione delle strutture sportive e dell'esposizione a potenziali danni nel corso della guerra tra Israele e Hamas. Il paraciclista Hazem Suleiman, che ha subito l'amputazione di una gamba dopo essere stato colpito da un proiettile durante le proteste al confine con Gaza del 2018-2019, non ha partecipato all'evento perché lo scoppio della guerra ha bloccato il suo allenamento. L'unico paralimpico palestinese per l'evento del 2024 è stato l'atleta paralimpico di getto del peso Fadi Aldeeb, che è rimasto paralizzato dopo essere stato colpito da un cecchino israeliano durante la Seconda intifada del 2001 e ha perso 17 membri della sua famiglia, tra cui suo fratello, negli attacchi israeliani durante la guerra del 2024.

## Atletica leggera
Fonte:
| Atleta      | Evento                      | Finale    | Finale    |
| Atleta      | Evento                      | Risultato | Posizione |
| ----------- | --------------------------- | --------- | --------- |
| Fadi Aldeeb | Getto del peso F55 maschile | 8,81      | 10°       |